# BLSレッチュベルク鉄道RABe525形電車

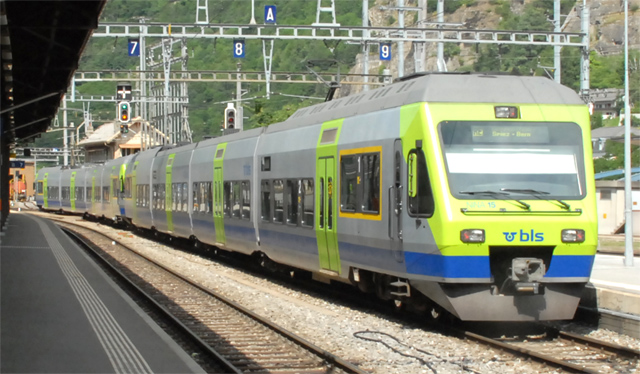
RABe525 015号機、4車体の機体、ブリーク駅

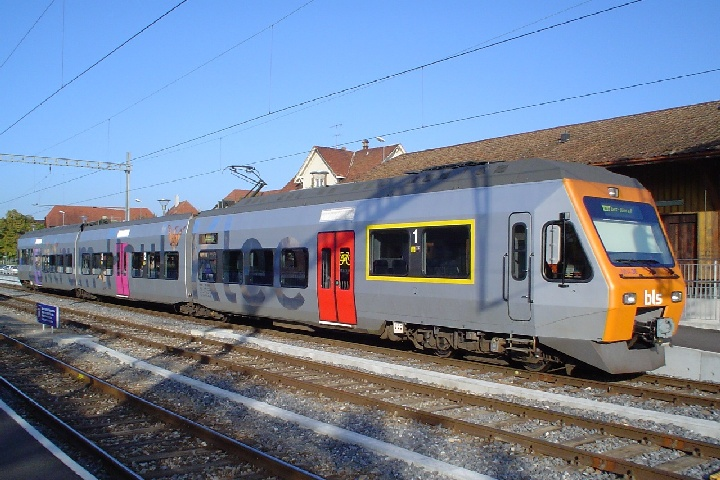
RABe525形、3車体の機体、広告塗装機

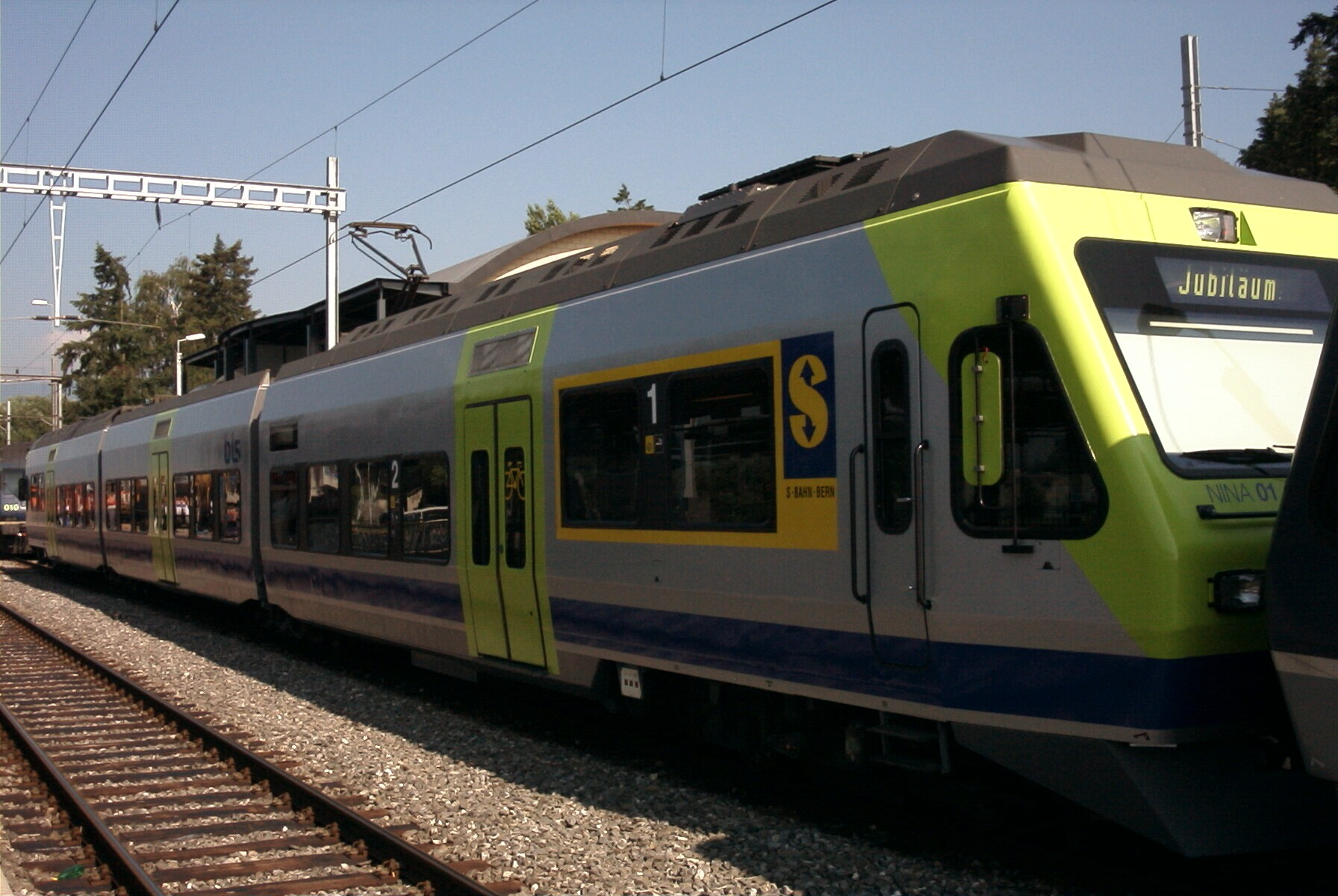
RABe525 001号機、BLS AG塗装

BLSレッチュベルク鉄道RABe525形電車(BLSレッチュベルクてつどうRABe525がたでんしゃ)は、スイスの大手私鉄である私鉄であったBLSレッチュベルク鉄道が製造し、現在ではその後身であるBLS AGで使用されている部分低床式電車である。

## 概要
アルプス越えルートの一つであるレッチュベルクルートを擁するベルン-レッチュベルク-シンプロン鉄道のグループ会社であるギュルベタル-ベルン-シュヴァルツェンブルク鉄道およびベルン-ノイエンブルク鉄道が首都ベルン周辺の都市近郊列車であるSバーンへの低床式電車の導入を1995年12月12日に決定し、Vevey、ドイツおよびオーストリアのタルボットおよびオランダのHolec Machines & Apparaten Ridderkerkにまず8編成を発注、1998年10月30日に初号機が納入され、その後順次導入が進められた機体が通称「NINA」と呼ばれる本機である。本機は低床部の床面高さ605mmのバリアフリー対応の機体となっており、Bo'2'2'Bo'もしくはBo'2'2'2'Bo'の車軸配置およびVVVFインバータ制御により1時間定格1000kWの出力と140km/hの最高速度の性能を発揮する近距離用電車であり、その後2000年に6編成、2002年には18編成、2003年には5編成が発注されて2005年までに001-036号機の全機が導入されたほか、ヌーシャテル地域交通が所有していた2編成を購入して037-038号機として、ABDe535形やBe545形などの旧型機を置き換えるとともに、Sバーンのスイス国鉄路線の運行をBLSレッチュベルク鉄道へ移管している。なお、本機は当初車体、台車の製造をタルボットが、電機品の製造をHolec Machines & Apparaten Ridderkerkが、最終組立をVeveyが担当していたが、その後の欧州の鉄道車両製造会社の再編により車体、台車の製造および最終組立をボンバルディア・トランスポーテーションが、電機品の製造をアルストムが担当するようになっている。
各ロットごとの製造年と製造編成数は以下の通り
- 1998-99年 - 8編成
- 2002年 - 6編成
- 2003-04年 - 19編成
- 2004-05年 - 4編成
- 2007-08年 - 2編成（ヌーシャテル地域交通より編入）

機番と編成両数は以下の通り
- 3両編成 - 001-014、028-038
- 4両編成 - 015-027

また、一部の機体には以下の通り機体名がつけられている。
- 001 - La Thielle/Zihl
- 002 - Schwarzwasser
- 003 - Emme
- 004 - La Broye
- 005 - Aare033 Wankdorf
- 006 - Gürbe
- 007 - Gäbelbach
- 008 - La Sarine/Saane
- 009 - Schwarzsee
- 010 - Gerzensee

- 014 - Wohlensee
- 018 - Thunersee
- 020 - Scherlibach
- 022 - Worble
- 026 - Chräbsbach
- 027 - Glütschbach
- 028 - La Bibera / Bibere
- 033 - Wankdorf
- 036 - Zentrum Paul Klee

## 仕様

### 車体

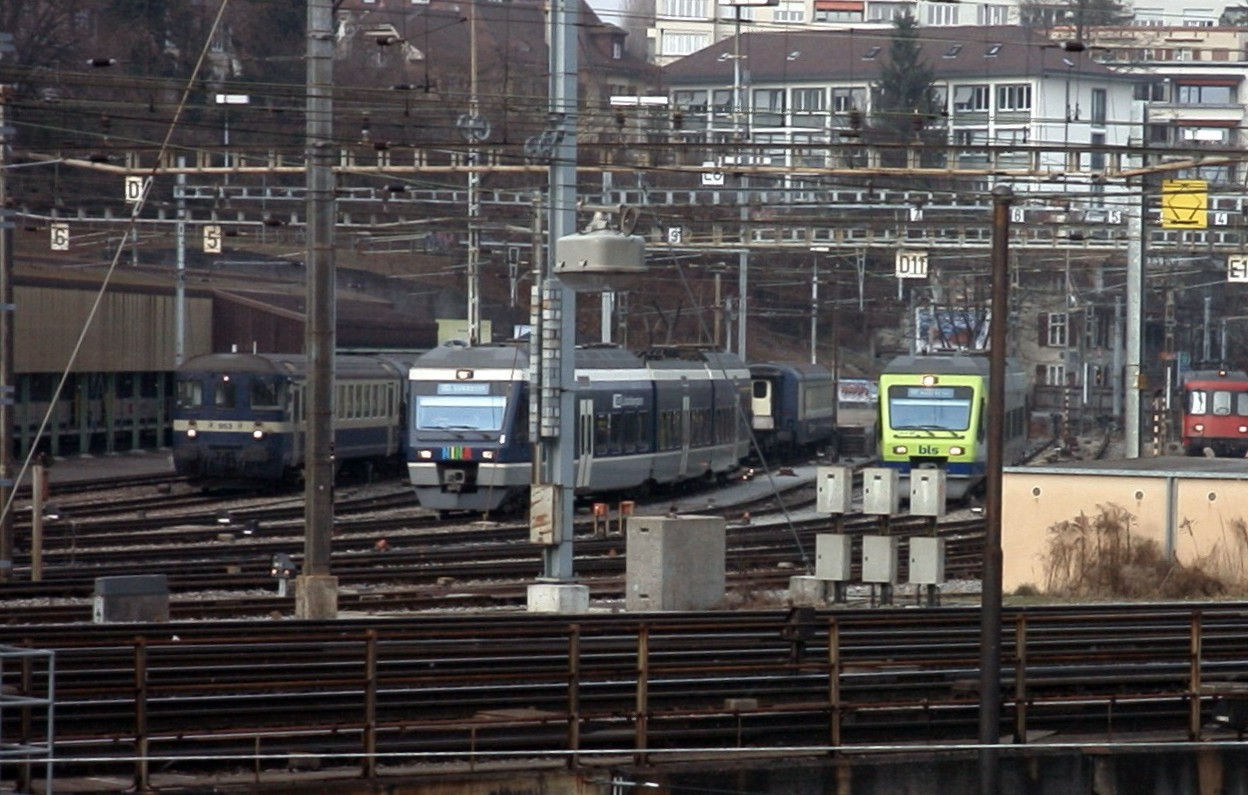
ベルン駅構内に留置中のRABe525形、中央の機体が旧塗装、右側の機体が現在の塗装

- 本機は3車体4台車もしくは4車体5台車の連接式の固定編成で、各車体は前位側からET2-B(-B)-ET1と呼ばれており、編成両端のET1とET2は編成端側の動台車上が床面高さ995mmの高床式でその他の部分が床面高さ605mmの低床部であり、連接台車上はスロープを経由してわずかに床面が高くなっている。中間のBはほぼ全長に渡って床面高さ605mmの低床となっており、同様に連接台車上部はスロープを経由してわずかに床面が高くなっている。客室はET1および4両編成のET2の高床部が1等室で低床部が2等室、Bおよび3両編成のET2が全室2等室となっており、ET2の低床部にトイレが設置されている。
- 車体は鋼製で、UIC基準505-2に準拠した車端耐荷重1500kNに対応、正面窓位置でも300kNの耐荷重に対応しており、モジュール構造となっている車体の断面は車体側面の上下を内側に絞った8角形で、さらに台枠下部および屋根上に設置された機器カバーがわずかに内側に絞られて12角形の形状となっている。
- 先頭部はくの字形で、左右側面も内側へ絞った形状であり、前面窓ガラスは大型の1枚平面ガラスで、その上部と下部左右にスイスの鉄道車両で一般的となっている前照灯と尾灯のユニットが設置されている。
- 側面は窓扉配置22D4(ET1) - 3D3(B) (- 3D3(B)) - 4D2d1(ET2)で、側面窓は大型の固定式を基本として1両あたり2箇所程度が上部引違式となっており、高床部の窓と低床部の窓は同一の大きさのものとなっている。乗降扉は有効幅1300mmで電機駆動、両開式のスライド式プラグドアであり、乗降部の床面高さは570mmとなっているほか、引込式のステップを設置している。
- 客室は旧ベルン-レッチュベルク-シンプロン鉄道標準の座席配置である1等室は2+2列の4人掛け、2等室は2+3列の5人掛けの固定式クロスシートとなっており、座席は1名分ずつの独立した形状のバケットシートで肘掛とヘッドレスト付であり、客室等級や禁煙・喫煙の別によってモケットの色が分けられている。
- 運転室はツーハンドル式のマスターコントローラーで、乗務員室扉は反運転席側のみ、運転室の側面窓には電動式のバックミラーが設置されている。なお、旧ベルン-レッチュベルク-シンプロン鉄道系の車両は通常右側運転台であるが、本機はRe465形に引続き左側運転台となっている。
- 連結器は車体取付で、電気回路と2本の空気管を同時に接続できる+GF+自動連結器[9]となっており、RABe525形およびRABe535形以外の他の一般車両とは連結することができない。前頭部の車体下部には大型のスカートが、台車前部にはスノープラウが設置されている。
- 本機は低床式であるため、ET1の主変圧器、パンタグラフと開閉器、ET2の主制御装置、ET1、ET2の主電動機冷却用送風機、各車の空調装置などの主要機器はすべて屋根上に設置され、肩部には一部に機器冷却と空調用の空気取入口のルーバーが設置された屋根上機器カバーが設置されている。なお、主要機器はET1とET2に設置されており、3両編成と4両編成の機体は同一の機器配置となっている。
- 塗装
  - 登場時の車体塗装はRe465形のものをベースとしたもので、濃青色をベースに車体上部を白、下部をグレーとして濃青色との境界部に白帯を入れたものとなっており、乗降扉は白で、側面運転室後部にSバーンのマーク、側面左端車両の側面窓上にBLSレッチュベルク鉄道のロゴ、側面窓間柱に客室等級標記が入るものであった。
  - その後2001年からはRe485形のものをベースとした新塗装に変更となった。これは車体塗装はライトグレーをベースとして、車体前面と乗降扉部を黄緑色、車体隅部に青色の帯を入れ、側面窓周りを黒としたものとなっている。このほか、前面窓下と乗降扉にBLS AGのロゴ、側面前頭部左右にSバーンのマークが設置され、前面窓の下部に機番、側面窓間柱に客室等級標記が、1等室窓周囲に識別用の黄線が入れられている。
  - 屋根上機器と屋根上機器カバー、屋根はライトグレー、床下機器と台車、スカートなどはダークグレーである。

### 走行機器
- 制御方式は主変換装置にIGBTを使用したコンバータ・インバータ式で、1台の主変換装置で4台の主電動機を駆動する方式であり、主変圧器はET1の、主変換装置はET2のそれぞれ屋根上に一体化されて設置されている。
- 主変圧器はRe465形のものを小型化したアルミ筐体で出力は主変換装置用が500V/396kVA×2と補機駆動用の345V/215kVAとなっている。
- ブレーキ装置は電気ブレーキとして主変換装置による回生ブレーキを主として、空気ブレーキおよび編成両端の駆動台車に渦電流式レールブレーキを装備する。
- 主電動機はかご形三相誘導電動機 を4台搭載し、定格出力1000kW、牽引力105kNの性能を発揮する。冷却は屋根上に設置されたファンによる強制通風式である。
- 台車は後にボンバルディア・トランスポーテーション社のFlexx-Compactシリーズと呼ばれるようになる低床式台車で、動台車は車輪径750mm、従台車は630mmのボルスタレス式台車で、いずれも枕ばねは空気ばね、軸ばねは円筒ゴム式となっており、連接式の従台車は片側車体に2基ずつ計4基の空気ばねを持つものである。基礎ブレーキ装置いずれもはディスクブレーキで、車輪にブレーキディスクを組み込んだキャリパーブレーキ方式のものを装備するほか、動台車は台車中央のレール面上に渦電流式レールブレーキを装備する。
- そのほか、パンタグラフはシングルアーム式のもの1基をET1に搭載、補助電源装置はインバータ・コンバータ式で出力はAC400/230V/50Hzとなっているほか、ET2の床下に容量700l/minの電動空気圧縮機1基を、各社屋根上に主電動機送風機、空調装置などを搭載する。

### 主要諸元
- 軌間：1435mm
- 電気方式：AC15kV 16.7Hz 架空線式
- 最大寸法：全長47740mm（3両編成）、61910mm（4両編成）、全幅3030mm、全高4315mm
- 軸配置：Bo'2'2'Bo'（3両編成）、Bo'2'2'2'Bo'（4両編成）
- 動輪径：750mm
- 従輪径：630mm
- 自重：78t（3両編成）、96t（4両編成）
- 座席定員
  - 1等室：16名（3両編成）、32名（4両編成）
  - 2等室：136名（3両編成）、159名（4両編成）
- 走行装置
  - 主制御装置：IGBT使用のVVVFインバータ制御
  - 主電動機：かご形三相誘導電動機×4台
- 定格出力：1000kW
- 定格牽引力：105kN
- 最高速度：140km/h
- ブレーキ装置：回生ブレーキ、空気ブレーキ、渦電流式レールブレーキ

## 運行
- 本機は1999年からベルンのSバーンでの運用を開始され、当初はS5、S55、S51、S2の各系統に充当された。
- その後の増備に伴い、スイス国鉄の機材で運用されていたスイス国鉄路線の系統もBLSレッチュベルク鉄道による運用に移管されることとなり、S36系統は2002年から、S1[10]、S11、S3[11]の各系統が2004年にBLSレッチュベルク鉄道の車両で運用されるようになり、ミッテルランド地域交通の車両と共通運用であったS51系統も2004年からBLSレッチュベルク鉄道の車両で運用されるようになり、本機は2005年時点ではS1、S5、S2、S3の各系統で、RBDe565形の牽引する列車がS2、S33系統で運用されている。
- その後ベルンのSバーンは1000mm軌間のベルン-ソロトゥルン地域交通[12]が運行しているS7、S8、S9系統以外の系統は他社路線も含めて全てBLS AGが運行することとなり、現在では本機がS1、S22、S5、S51の各系統で使用され、RBDe565形もしくはRBDe566II形[13]が牽引する列車がS2、S3、S33の各系統で、RABe526形[14]がS4、S44系統で使用されている。なお、各系統の運行区間はBLS AGのベルンSバーンの項を参照。
- また、本機はSバーン以外の一部の区間列車でも使用されている。
- 2008年12月14日のダイヤ改正からは本機をベースとした長距離用のRABe535形「レッチュベルガー[15]」によるベルン-シュピーツ-トゥーン-ブリークおよびトゥーン-ツヴァイジンメン間のレギオエクスプレス[16]の運転が開始されたが、ボンバルディア社の納期遅れによりRABe535形の所要編成数が不足したため、本機もこの運用に併用されている。また、これにより不足するSバーン用の代替機材としてボンバルディア社が185形電気機関車およびDBレギオ向けの2階建て客車5両を提供している。

## 同型機

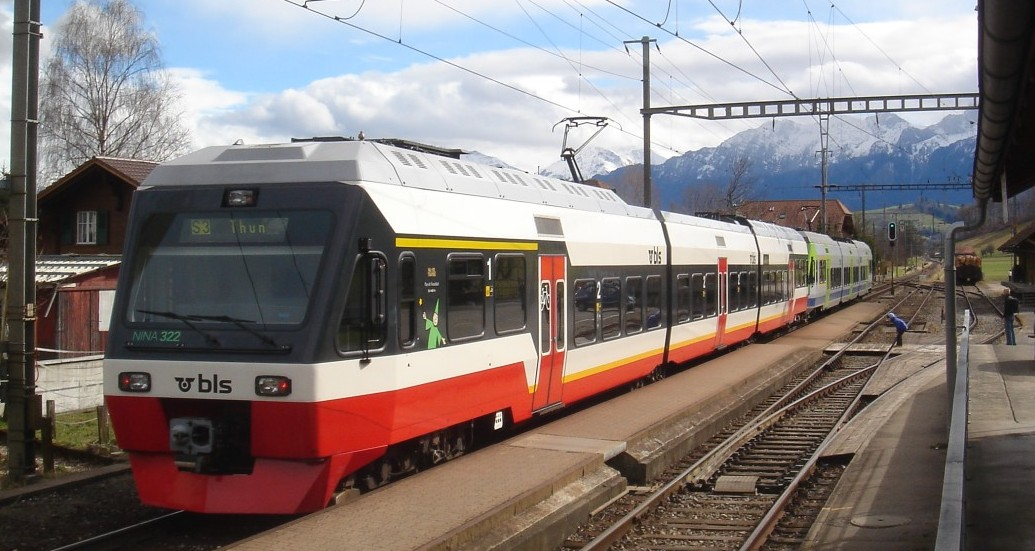
BLS AGで運用中のヌーシャテル地域交通RABe527 322号機、BLSのRABe525 012号機との重連

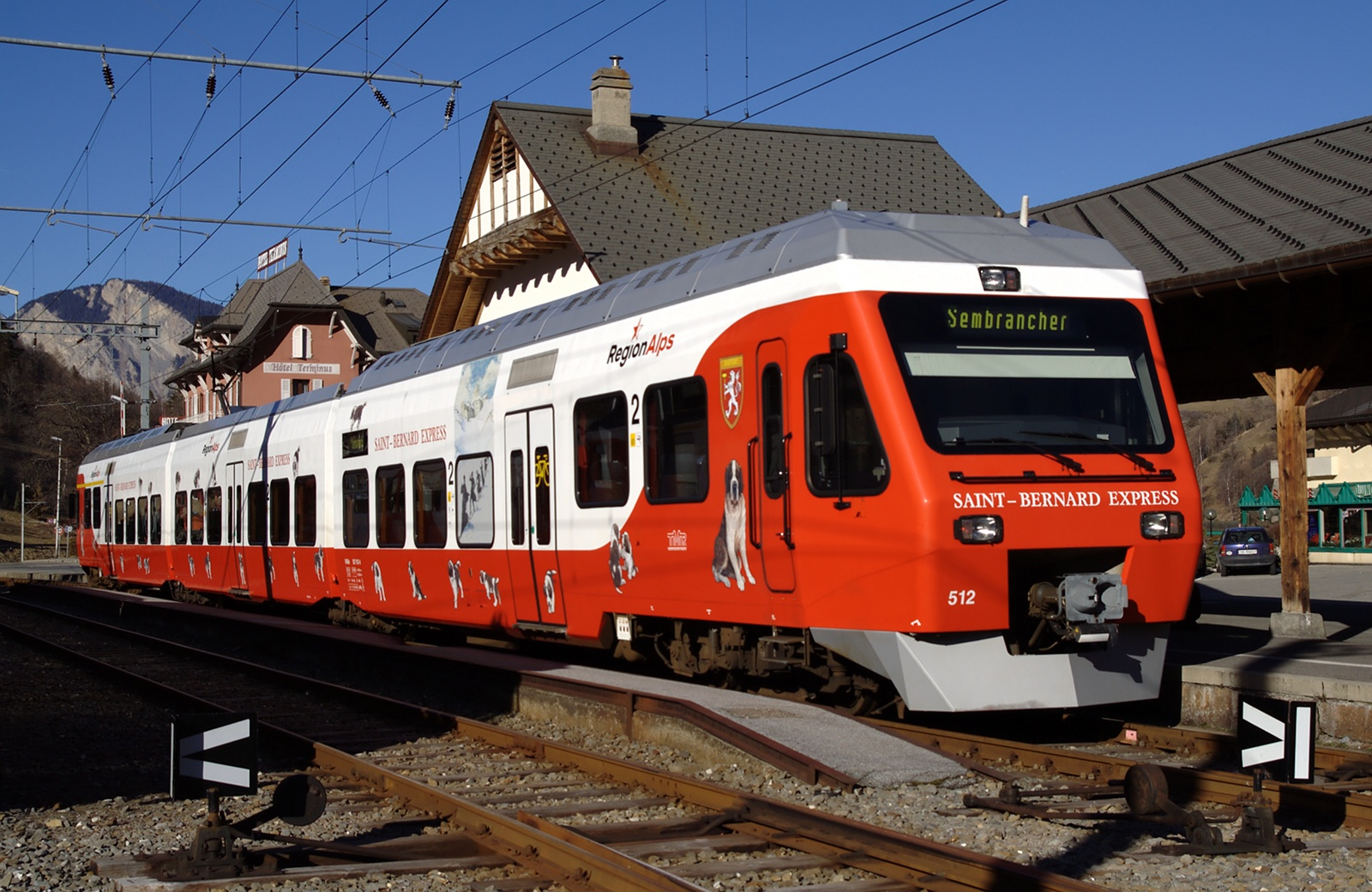
マルティニ地域交通のRABe527 512号機

- 本機の同型機としてヌーシャテル地域交通では3車体の機体をRABe527形として311-312号機の2編成を2000年にBLSレッチュベルク鉄道の機体と同時に発注し、導入している。車体は白をベースに車体下部をオレンジ色、窓周りを焦茶色としたものとなっている。
- 同鉄道ではその後、スイス国鉄のRABe523形などで広く導入されているシュタッドラー社[17]の部分低床式電車であるFLIRTシリーズの機体を運用することとなり、2007年にRABe527 331号機を、2009年にRABe527 332–333号機を導入している。これにともないNINAシリーズはBLS AGへ売却されることとなり、RABe527 311号機は2007年にRABe525 037号機となり、RABe527 312号機は2008年にはBLS AGで運用され、同年9月末にはRABe525 038号機となっている。
- また、マルティニ地域交通[18]でも3車体の機体をRABe527形として511-513号機の3編成を導入している。この機体は1999年12月6日に前身のマルティニ-オルシエール鉄道[19]が2車体3台車のRABe4/6形として発注し、後にBLSレッチュベルク鉄道の機体と同じ3車体4台車に変更して製造されたもので、車体は白をベースに側面の下半部と前面を赤として、側面にセント・バーナード犬のイラストを配したデザインとなっており、SAINT-BERNARD EXPRESSと呼称されている。